# Gomphoides
Gomphoides is een geslacht van libellen (Odonata) uit de familie van de rombouten (Gomphidae).

## Soorten
Gomphoides omvat 3 soorten:
- Gomphoides infumata (Rambur, 1842)
- Gomphoides perdita (Förster, 1914)
- Gomphoides praevia St. Quentin, 1967